# David Coverdale
David Coverdale (født 22. september 1951) er en engelsk rocksanger mest kendt for sit arbejde med det engelske rockband Deep Purple og senere bandet Whitesnake.